# Semantically-Interlinked Online Communities

SIOC logo.

SIOC (Semantically-Interlinked Online Communities) est un vocabulaire qui vise à décrire de manière sémantique les objets et relations présents dans les communautés en ligne, tels que les forums, blogs, wikis, et autres plateformes collaboratives. Il est basé sur le RDF et représente une implémentation du web sémantique. Ce vocabulaire permet aux utilisateurs, aux développeurs et aux machines de mieux comprendre les structures et les interactions au sein des communautés en ligne.
SIOC est une extension de l'usage du web sémantique pour permettre la modélisation et l'interopérabilité des communautés en ligne. En plus de fournir une ontologie, il met à disposition des outils facilitant son adoption par des plateformes communautaires variées, telles que des forums, des blogs et des wikis. SIOC s'intègre également avec des ontologies existantes comme FOAF (pour décrire les utilisateurs), SKOS (pour organiser des taxonomies), et Dublin Core (pour les métadonnées des contenus).

## Introduction au vocabulaire SIOC
Le vocabulaire SIOC repose sur un ensemble complexe de classes et de propriétés définies en RDF. Chaque classe et propriété du vocabulaire a un but spécifique dans la structuration des communautés en ligne et dans l'interopérabilité des données entre différentes plateformes. L'objectif de SIOC est d'intégrer ces communautés au sein du web sémantique afin de permettre une meilleure interconnexion, la réutilisation des données, et l'enrichissement du contenu généré par les utilisateurs.

### Objectifs principaux du projet SIOC
- **Faciliter l'interconnexion entre plateformes communautaires** : Grâce au vocabulaire SIOC, des données provenant de forums, blogs, et autres plateformes peuvent être interconnectées pour permettre des recherches transversales et des analyses plus approfondies.
- **Permettre une meilleure gestion des données sociales** : La structuration des interactions et des objets dans les communautés en ligne permet une gestion plus efficace des données sociales, facilitant ainsi l'analyse des comportements des utilisateurs.
- **Améliorer la recherche d'information** : Les données structurées permettent une recherche d'information plus ciblée, fondée sur des concepts sémantiques, ce qui est particulièrement utile dans des plateformes où de grandes quantités de données sont générées.

## Développement du vocabulaire SIOC
Le vocabulaire SIOC repose sur des classes et des propriétés, chacune ayant un rôle distinct dans la modélisation des communautés en ligne. Ce vocabulaire est conçu pour être utilisé par des systèmes de gestion de contenu qui cherchent à organiser, enrichir, et interopérer avec les données générées par les utilisateurs.

### Classes principales

#### Community
La classe Community représente une communauté en ligne dans son ensemble. Il s'agit de la structure principale qui permet de regrouper tous les autres éléments d'une communauté, tels que les forums, les utilisateurs, et les discussions. La classe Community a une importance particulière, car elle permet d'étendre l'interopérabilité des communautés en ligne au-delà d'un seul site.
- Exemple d'utilisation : Une communauté pourrait être un forum de discussion spécifique ou un réseau social entier.
- Relation avec d'autres classes : Une Community peut contenir plusieurs forums, threads, utilisateurs, et posts.

#### Space
La classe Space est utilisée pour décrire un espace générique de stockage ou un environnement d'interaction. Il est plus abstrait que la classe Forum et peut désigner des espaces tels que des catégories ou des groupes d'objets ayant un but commun dans un environnement collaboratif.
- Exemple d'utilisation : Un Space pourrait être une catégorie de discussion sur un forum, un groupe de discussion sur une plateforme sociale, ou un espace d'apprentissage en ligne.
- Relation avec d'autres classes : Un Space peut contenir plusieurs forums ou discussions, organisant ainsi les données de manière hiérarchique.

#### Item
Les instances de la classe Item sont des objets ou contenus génériques publiés au sein d'une communauté en ligne. Cette classe englobe des articles, des messages, des billets de blog, des commentaires, et d'autres types de contenu générés par les utilisateurs.
- Exemple d'utilisation : Un message spécifique sur un forum, ou un article dans un blog.
- Relation avec d'autres classes : Un Item appartient à un Container (comme un forum ou un blog), et peut être associé à un UserAccount qui a créé le contenu.

#### Container
La classe Container représente des objets qui contiennent d'autres objets, comme un forum qui contient des discussions (threads), ou une catégorie dans un blog. Ce type de classe est crucial pour organiser la structure des communautés en ligne de manière efficace.
- Exemple d'utilisation : Un Container peut être une discussion en ligne ou une catégorie de contenu dans un blog.
- Relation avec d'autres classes : Un Container peut contenir plusieurs Items ou Threads.

#### Forum
Le Forum est un type spécifique de Container, conçu pour gérer des discussions autour de sujets variés. Les forums sont des endroits où les utilisateurs peuvent interagir par des messages ou des posts en réponse à des discussions ouvertes.
- Exemple d'utilisation : Un forum en ligne traitant de la programmation ou de la gestion de projet.
- Relation avec d'autres classes : Un Forum peut contenir plusieurs Threads et Posts.

#### Thread
La classe Thread représente une discussion particulière au sein d'un forum. Chaque thread est composé de plusieurs messages ou posts, qui sont eux-mêmes des instances de la classe Post.
- Exemple d'utilisation : Un thread sur un forum de discussion en ligne où un utilisateur demande de l'aide sur un problème technique.
- Relation avec d'autres classes : Un Thread contient plusieurs Posts et est contenu dans un Forum.

#### Post
Le Post représente un message ou un commentaire individuel écrit par un utilisateur. Il s'agit du type d'objet le plus fondamental dans les forums de discussion, les blogs et d'autres plateformes similaires.
- Exemple d'utilisation : Un post dans un thread de forum, un article de blog, ou un commentaire sur une page wiki.
- Relation avec d'autres classes : Un Post appartient à un Thread ou un Blog, et est écrit par un UserAccount.

#### UserAccount
Un UserAccount représente un utilisateur d'une communauté en ligne. Cette classe est essentielle pour définir les actions et les comportements des utilisateurs au sein des plateformes communautaires.
- Exemple d'utilisation : Un utilisateur de forum ou un contributeur sur une plateforme de blog.
- Relation avec d'autres classes : Un UserAccount peut être l'auteur de plusieurs Posts et peut appartenir à plusieurs Usergroups.

#### Usergroup
La classe Usergroup représente un groupe d'utilisateurs partageant un certain rôle ou fonction au sein d'une communauté en ligne. Cela peut inclure des rôles tels que les administrateurs, modérateurs, ou membres réguliers.
- Exemple d'utilisation : Un groupe de modérateurs sur un forum de discussion ou un groupe d'administrateurs sur une plateforme de réseau social.
- Relation avec d'autres classes : Un Usergroup contient plusieurs UserAccounts.

#### Role
Un Role définit la fonction d'un utilisateur au sein de la communauté, comme "administrateur", "modérateur", ou "membre". Cette classe permet de spécifier les permissions et les responsabilités des utilisateurs dans une plateforme en ligne.
- Exemple d'utilisation : Un rôle de modérateur sur un forum, ou un rôle d'éditeur sur un site de partage de contenu.
- Relation avec d'autres classes : Un Role est associé à un UserAccount et définit ses actions possibles dans le cadre de la communauté.

## Propriétés de SIOC
Les propriétés permettent de relier les objets entre eux. Elles décrivent les relations entre les classes et facilitent l'organisation des données. Les propriétés sont un élément essentiel du vocabulaire SIOC, car elles permettent de définir comment les objets interagissent et se relient.

### has_post
La propriété has_post relie un UserAccount à un Post, indiquant que cet utilisateur a créé le post. Elle est cruciale pour la traçabilité des contenus créés par les utilisateurs.
- Exemple d'utilisation : Un utilisateur nommé "Alice" a créé un post intitulé "Problème d'affichage de la page d'accueil" sur un forum.
- Relation avec d'autres classes : Un UserAccount peut avoir plusieurs Posts.

### has_member
La propriété has_member relie un Usergroup à ses membres. Elle est utilisée pour associer un groupe d'utilisateurs à ses membres et permet de savoir qui fait partie de quel groupe.
- Exemple d'utilisation : Le groupe "Modérateurs" a les membres JohnDoe, JaneSmith, etc.
- Relation avec d'autres classes : Un Usergroup peut avoir plusieurs membres qui sont des instances de la classe UserAccount.

### belongs_to
La propriété belongs_to est utilisée pour lier un Post à un Thread ou un Forum, indiquant dans quel contexte ce post a été écrit. Cela permet d'organiser les posts dans des discussions ou catégories spécifiques.
- Exemple d'utilisation : Un post "Comment résoudre le bug X?" appartient au thread "Problème technique" dans le forum "Support technique".
- Relation avec d'autres classes : Un Post appartient à un Thread ou un Forum.

## Application de SIOC dans les forums de discussion
Les forums de discussion sont des plateformes essentielles pour l'échange d'idées et d'informations. L'intégration de SIOC dans un forum de discussion permet une meilleure gestion et analyse des discussions. Grâce aux classes et propriétés de SIOC, il devient possible de lier les messages, les utilisateurs, et les discussions de manière sémantique.

### Exemple d'utilisation dans un forum de discussion
Prenons l'exemple d'un forum de discussion consacré à la technologie. Dans ce forum, les utilisateurs peuvent créer des threads sur différents sujets, et chaque thread contient plusieurs posts. Grâce à SIOC, ces interactions peuvent être décrites de manière sémantique en associant chaque message à un utilisateur et chaque discussion à un forum.
L'intégration de SIOC permet également de relier ce forum à d'autres forums ou communautés, facilitant ainsi l'interopérabilité des discussions. Par exemple, un utilisateur pourrait rejoindre plusieurs forums et voir les discussions de plusieurs communautés reliées de manière sémantique. Ce type de structure permet de mieux comprendre la dynamique des échanges au sein de la communauté en ligne.

## Cas d'utilisation dans un blog
L'intégration de SIOC dans un blog permet de mieux organiser et lier les contenus. Par exemple, un post de blog pourrait être lié à un utilisateur, à une catégorie, et à des discussions sur des forums externes. SIOC facilite également la gestion des commentaires, qui sont des posts créés en réponse à un article.

## Comparaison avec d'autres technologies sémantiques
Bien que SIOC soit un vocabulaire puissant pour décrire les communautés en ligne, il existe d'autres technologies sémantiques similaires, comme FOAF, SKOS, et Dublin Core. Comparons SIOC avec ces technologies pour mieux comprendre ses avantages et ses limitations.

### Comparaison avec FOAF
Le vocabulaire FOAF (Friend of a Friend) est utilisé pour décrire des personnes et leurs relations. Alors que FOAF se concentre principalement sur les individus et leurs relations sociales, SIOC est plus centré sur la modélisation des objets communautaires et des interactions au sein des communautés en ligne.

## Études de cas détaillées
Les études de cas suivantes explorent des exemples concrets d'implémentation de SIOC dans des forums, des blogs, et d'autres plateformes communautaires. Ces études montrent comment SIOC peut améliorer l'organisation des données et l'interopérabilité entre différentes plateformes.
- Étude de cas 1: Intégration de SIOC dans un forum
- Étude de cas 2: Utilisation de SIOC dans un blog collaboratif
- Étude de cas 3: Application de SIOC dans un réseau social

## Défis et perspectives d'avenir
Bien que SIOC offre de nombreux avantages pour l'organisation et la gestion des données communautaires, son adoption rencontre plusieurs défis techniques et organisationnels. Le principal défi réside dans l'intégration avec des systèmes existants, qui ne sont pas toujours compatibles avec les principes du web sémantique. Cependant, avec l'évolution des technologies, SIOC pourrait connaître une adoption plus large dans le cadre de la gestion des données sociales et de la recherche d'information.

### Défis techniques
Les défis techniques incluent la normalisation des données issues de différentes plateformes communautaires, ainsi que la gestion de la complexité du vocabulaire SIOC lorsqu'il est appliqué à des environnements hétérogènes.

### Perspectives d'avenir
Les perspectives d'avenir pour SIOC incluent l'intégration de nouvelles technologies d'IA et de machine learning pour améliorer l'analyse sémantique des données communautaires. Cela pourrait ouvrir de nouvelles possibilités pour la recherche sociale et l'analyse des comportements en ligne.

## Pour terminée
En résumé, SIOC représente une avancée importante dans la gestion sémantique des communautés en ligne. Grâce à son vocabulaire extensible et à son intégration avec le web sémantique, il offre une méthode plus puissante et interopérable pour structurer et analyser les données générées par les utilisateurs sur diverses plateformes en ligne.